# Corrida (téléfilm)
Pour les articles homonymes, voir Corrida (homonymie).
Pour plus de détails, voir Fiche technique et Distribution.
Corrida! est un téléfilm documentaire italien réalisé par Marco Ferreri et Luigi Malerba et sorti en 1966.

## Synopsis
Réalisé pour la deuxième chaîne du service public, ce documentaire représente le retour de Marco Ferreri en Espagne, avec l'intention de raconter l'histoire de la tauromachie depuis ses origines jusqu'à l'époque moderne. Ferreri et Malerba incluent du matériel d'archives, des photos et des images filmées pour l'occasion, et mettent de côté les aspects folkloriques pour renforcer l'impact visuel de l'histoire et souligner le charisme des matadors historiques tels que Luis Miguel Dominguín et Manolete.

## Fiche technique
- Titre original italien : Corrida[1],[2]
- Réalisation : Marco Ferreri, Luigi Malerba
- Société de production : Rai 2
- Pays de production :  Italie
- Langue originale : Italien
- Format : Noir et blanc - Son mono - 35 mm
- Durée : 88 minutes
- Genre : Film documentaire
- Dates de sortie :
  - Italie : 1966 sur Rai 2